# Bert Cameron
Bertland Cameron, detto Bert (Spanish Town, 16 novembre 1959), è un ex velocista giamaicano, specializzato nei 400 metri piani, disciplina di cui è stato campione mondiale a Helsinki 1983.

## Palmarès
| Anno | Manifestazione          | Sede          | Evento      | Risultato        | Prestazione | Note |
| ---- | ----------------------- | ------------- | ----------- | ---------------- | ----------- | ---- |
| 1978 | Giochi del Commonwealth | Edmonton      | 4×400 m     | Argento          | 3'04"00     |      |
| 1980 | Giochi olimpici         | Mosca         | 400 m piani | Quarti di finale | 47"31       |      |
| 1980 | Giochi olimpici         | Mosca         | 4×400 m     | Batteria         | dnf         |      |
| 1981 | Campionati CAC          | Santo Domingo | 400 m piani | Oro              | 45"05       |      |
| 1982 | Giochi CAC              | L'Avana       | 400 m piani | Oro              | 45"10       |      |
| 1982 | Giochi del Commonwealth | Brisbane      | 400 m piani | Oro              | 45"89       |      |
| 1983 | Mondiali                | Helsinki      | 400 m piani | Oro              | 45"05       |      |
| 1984 | Giochi olimpici         | Los Angeles   | 400 m piani | Finale           | dns         |      |
| 1985 | Campionati CAC          | Nassau        | 400 m piani | Argento          | 45"44       |      |
| 1987 | Giochi panamericani     | Indianapolis  | 400 m piani | Argento          | 44"72       |      |
| 1987 | Mondiali                | Roma          | 400 m piani | Semifinale       | 45"19       |      |
| 1987 | Mondiali                | Roma          | 4×400 m     | 6º               | 3'04"53     |      |
| 1988 | Giochi olimpici         | Seul          | 400 m piani | 6º               | 44"94       |      |
| 1988 | Giochi olimpici         | Seul          | 4×400 m     | Argento          | 3'00"30     |      |
| 1989 | Mondiali indoor         | Budapest      | 400 m piani | Semifinale       | 47"78       |      |